# جون بليفر
جون بليفر (بالإنجليزية: John Bleifer)‏ مواليد 26 يوليو 1901 في بولندا - الوفاة 24 يناير 1992 في مقاطعة لوس أنجلوس، الولايات المتحدة، هو ممثل أمريكي بدأ مسيرته الفنية سنة 1927.

## الأعمال
- ميلودراما مانهاتن
- البؤساء
- علامة زورو
- لمن تقرع له الأجراس
- فتى فريسكو

## روابط خارجية
- جون بليفر على موقع IMDb (الإنجليزية)
- جون بليفر على موقع ألو سيني (الفرنسية)
- جون بليفر على موقع تيرنر كلاسيك موفيز (الإنجليزية)
- جون بليفر على موقع أول موفي (الإنجليزية)
- جون بليفر على موقع قاعدة بيانات برودواي على الإنترنت (الإنجليزية)
- جون بليفر على موقع قاعدة بيانات الأفلام السويدية (السويدية)
- جون بليفر على موقع قاعدة بيانات الفيلم (الإنجليزية)
- جون بليفر على موقع كينوبويسك (الروسية)